# تاجر ونیزی (فیلم ۱۹۵۳)
تاجر ونیزی (به فرانسوی: Le marchand de Venise؛ به ایتالیایی: Il mercante di Venezia) فیلمی در ژانر درام محصول مشترک فرانسه و ایتالیا است که در سال ۱۹۵۳ منتشر شد. از بازیگران آن می‌توان به میشل سیمون اشاره کرد. این فیلم در سال ۱۹۵۳ توسط ژان-پیر ملویل کارگردانی شد و یک اقتباس سینمایی از یکی از معروف‌ترین آثار ادبی تاریخ است. داستان آن حول شخصیت اصلی شایلاک (میشل سیمون)، یک یهودی تاجر پول، می‌چرخد که با آنتونیو (فرانسوا پِریه) درگیر معامله‌ای می‌شود که در آن شایلاک از آنتونیو می‌خواهد تا در صورت عدم توانایی در بازپرداخت قرض، یک پوند از گوشت بدنش را بدهد. این فیلم با موضوعات عمیق در مورد عدالت، انتقام و انسانیت، در زمان خود تحسین زیادی را به همراه داشت.
ویژگی‌های برجسته فیلم:
- بازی شگفت‌انگیز میشل سیمون در نقش شایلاک که یکی از شخصیت‌های پیچیده و تراژیک ادبیات است.
- طراحی لباس و دکوراسیون دقیق که به خوبی فضای قرون وسطی و ونیز را بازسازی می‌کند.
- فیلم با تکیه بر دیالوگ‌های اصلی شکسپیر، احساسات و تنش‌های بین شخصیت‌ها را به شدت منتقل می‌کند.

واکنش‌ها و تأثیرات: فیلم «تاجر ونیزی» به طور گسترده در زمان خود نقدهای مثبت دریافت کرد، به ویژه به خاطر وفاداری به متن اصلی و همچنین بازی‌های برجسته. با این حال، این فیلم مانند بسیاری از اقتباس‌های سینمایی از آثار شکسپیر، با چالش‌هایی در تفسیر و تطبیق کلمات و مفهوم‌های نمایشنامه روبرو بود.